# Duran Duran
Duran Duran är en brittisk popgrupp, bildad 1978 i Birmingham, England av John Taylor och Nick Rhodes.
Duran Duran var ursprungligen starkt influerade av punk, David Bowie, och disco. Gruppen var även inspirerad av och blev en del av new romantic-vågen som svepte över England i början av 1980-talet. Duran Duran utvecklades dock bort från denna genre med tiden och hittade en egen, något rockigare stil. Simon Le Bon är sångare och frontfigur, övriga medlemmar var under storhetstiden Nick Rhodes (synthesizer), Andy Taylor (gitarr), John Taylor (bas) och Roger Taylor (trummor). Gruppens namn är taget från en karaktär i filmen Barbarella.
Duran Duran har sålt mer än 100 miljoner skivor.

## Historik

### Tidiga år
Gruppen bildades 1978 i Birmingham av barndomsvännerna Nick Rhodes (keyboards) och John Taylor (gitarr) tillsammans med Stephen Duffy (sång, elbas). Gruppnamnet togs från karaktären "Dr. Durand Durand" i filmen Barbarella. Strax efter gruppens första spelning i april 1979 tillkom även Simon Colley (elbas, klarinett), men en kort tid senare lämnade Duffy och Colley gruppen. Bandet ombildades med Andy Wickett (sång) och Roger Taylor (trummor) som ersatte en trummaskin, samtidigt som John Taylor övergick till basgitarr. Efter ytterligare medlemsbyten fick gruppen sin slutgiltiga sättning våren 1980 med gitarristen Andy Taylor och sångaren Simon Le Bon. Gruppen spelade regelbundet på klubben The Rum Runner i Birmingham och blev en del av New romantic-rörelsen. Efter några demos och en turné som förband till Hazel O'Connor fick de i december 1980 skivkontrakt med EMI.

### 1980-talet
Under den första hälften av 1980-talet nådde Duran Duran stora framgångar både i Europa och USA, inte minst tack vare kontroversiella och nyskapande musikvideos. Gruppen förstod tidigt musikvideons betydelse för marknadsföring och var en av föregångarna inom detta medium. "Girls on Film" från 1981 som lanserades med en kontroversiell och utmanande musikvideo var det stora genombrottet och en av gruppens största hits, tillsammans med bland andra "Hungry Like the Wolf", "Save a Prayer", "The Reflex" och "The Wild Boys".
Gruppens debutalbum Duran Duran från 1981 med hitlåtarna "Planet Earth" och "Girls on Film" blandade influenser från postpunk, glamrock, disco och syntpop och gjorde Duran Duran till ett av de ledande banden inom new romantic-vågen. Det stora internationella genombrottet kom med det andra albumet Rio med hitlåtarna "Hungry Like the Wolf", "Save a Prayer" och titelspåret "Rio". Ambitiösa musikvideos i exotiska miljöer regisserade av Russell Mulcahy som visades flitigt i musikkanalen MTV bidrog till framgången och i brittisk press började Duran Duran kallas för "The Fab Five", som en jämförelse med The Beatles smeknamn "The Fab Four".
Med singeln "Is There Something I Should Know?" som gick direkt in på den brittiska singellistans förstaplats och det tredje albumet Seven and the Ragged Tiger från 1983 fortsatte framgångarna och singeln "The Reflex" blev etta på både den brittiska och amerikanska singellistan. Bandet gav sig ut på en omfattande världsturné som resulterade i livealbumet och konsertfilmen Arena som även innehöll den nya studioinspelade hitsingeln "The Wild Boys".
1985 gjorde Duran Duran "A View to a Kill", ledmotivet till James Bondfilmen Levande måltavla, som blev ännu en stor hit. Samma år uppträdde de fem originalmedlemmarna tillsammans för sista gången på nästan 20 år på Live Aid-galan. Duran Duran tog därefter en paus och medlemmarna ägnade sig åt andra projekt, bland annat grupperna Arcadia och The Power Station som nådde vissa framgångar.
När Duran Duran återförenades 1986 för att spela in ett nytt album tillsammans med Nile Rodgers var det utan Roger Taylor som på grund av utmattning drog sig tillbaka från rockvärlden. Efter att ha deltagit i några tidiga inspelningar till albumet lämnade även Andy Taylor bandet efter en konflikt med de andra medlemmarna och försökte slå sig fram som soloartist med hjälp av bland andra Steve Jones från Sex Pistols. Bandet fortsatte som en trio med inhyrda gästmusiker, bland andra Warren Cuccurullo som sedermera blev ordinarie medlem i bandet, och gav ut albumet Notorious. Ifrån det blev titelspåret "Notorious" gruppens sista stora hit under 1980-talet.
Med albumet Big Thing från 1988 försökte Duran Duran förnya sig med influenser från housemusik, men även om singlarna "I Don't Want Your Love" och "All She Wants Is" nådde vissa framgångar var det tydligt att gruppens popularitet hade börjat dala.

### 1990-talet
Under den senare delen av 1980-talet tappade bandet mycket av sin forna popularitet men återvann den för ett par år under första hälften av 1990-talet tack vare megahiten "Ordinary World" och albumet The Wedding Album. Succén höll sig dock inte länge och 1997 lämnade även John Taylor bandet för att satsa på egna projekt i nya hemstaden Los Angeles där han bland annat arbetade med medlemmar från Guns N' Roses och Sex Pistols i bandet Neurotic Outsiders.

### 2000-talet
I början av 2000-talet vann Duran Duran ny popularitet, mycket tack vare 80-talsvågen som svepte över världen, och på ett annat sätt än tidigare fick de respekt för sitt bidrag till musikhistorien och blev tilldelade olika så kallade Lifetime Achievement Awards på diverse musikgalor, bland annat MTV Music Awards. I samma veva började de fem originalmedlemmarna arbeta tillsammans igen och turnerade i England där de gjorde stor succé. 
2004 kom comebackalbumet Astronaut som blev en stor framgång i flera länder, inte minst i England där både albumet och singeln "(Reach Up for The) Sunrise" nådde topp-5 placeringar. Albumet följdes av ett antal bejublade konserter med det återförenade bandet, bland annat sålde de ut Wembley Stadium i London fem kvällar i rad. De två sista konserterna filmades och gavs ut som dvd'n Live from London. Den brittiska musikpressen som tidigare ofta varit kritiska mot Duran Duran hyllade nu bandet med mycket positiva recensioner.
Under inspelningen av den efterföljande Red Carpet Massacre lämnade gitarristen Andy Taylor gruppen återigen på grund av missnöje med bandets nya, mer elektroniska inriktning till följd av samarbetet med Timbaland och Justin Timberlake. Bandet fortsatte därefter som kvartett, ofta med Dominic Brown som inhyrd gitarrist.
Bandet samarbetade även med Mark Ronson som anlitades som producent till deras nästa album. 2010 släpptes albumet All You Need Is Now som var en återgång till gruppens tidigare sound uppdaterat i modern tappning. Det blev liksom Astronaut en stor framgång och till skillnad från många av tidigare albumen fick det också ett positivt mottagande av många kritiker.
Den 27 juli 2012 framträdde gruppen vid invigningsceremonin av sommarolympiaden i London. 2013 började de spela in ett nytt album tillsammans med Nile Rodgers och Mark Ronson. Det utkom i september 2015 som Paper Gods och nådde bland annat 5:e plats på brittiska albumlistan  och 10:e plats på amerikanska Billboardlistan.

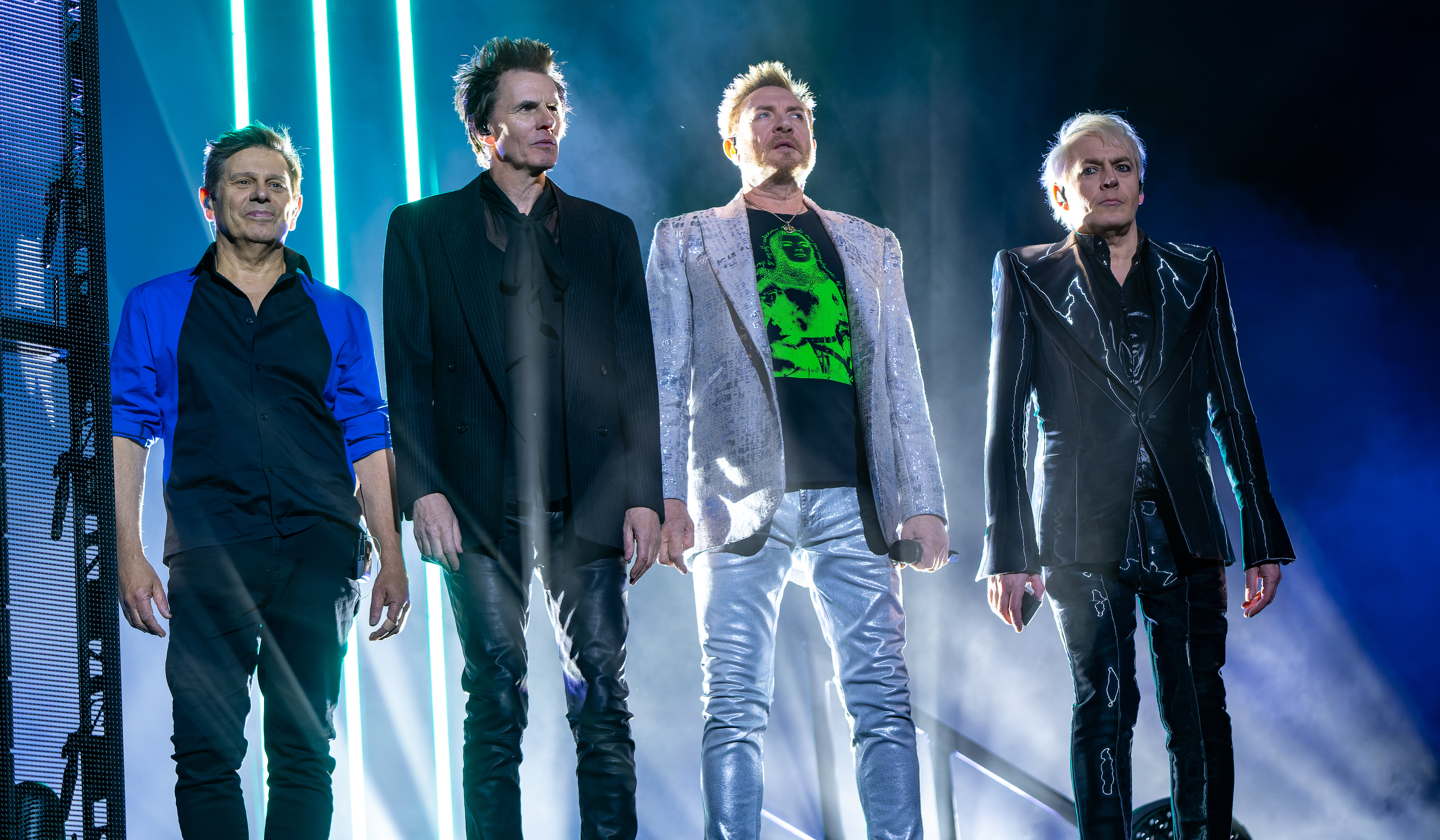
Duran Duran 2022

I oktober 2021 gav Duran Duran ut sitt femtonde studioalbum Future Past som gick direkt in brittiska albumlistans 3:e plats, deras högsta placering sedan Astronaut 2004. Detta innebar därmed att bandet haft album på topp 5 i Storbritannien under fem olika decennier.
I maj 2022 blev Duran Duran invalda i Rock and Roll Hall of Fame. Under tacktalet läste bandet upp ett brev från Andy Taylor där han meddelade att han sedan flera år behandlats för prostatacancer och inte kunde medverka vid ceremonin. I oktober 2023 släppte Duran Duran albumet Danse Macabre där man återförenats med Andy Taylor i några låtar.

## Influenser och inflytande
Duran Duran influerades av bland andra David Bowie, Roxy Music, Giorgio Moroder, Chic, Japan och brittisk postpunk.  Band som The Killers, Dandy Warhols och The Bravery har influerats stort av Duran Duran.

## Diskografi
Studioalbum
- 1981 – Duran Duran
- 1982 – Rio
- 1983 – Seven and the Ragged Tiger
- 1986 – Notorious
- 1988 – Big Thing
- 1990 – Liberty
- 1993 – Duran Duran
- 1995 – Thank You (covers)
- 1997 – Medazzaland
- 2000 – Pop Trash
- 2004 – Astronaut
- 2007 – Red Carpet Massacre
- 2010 – All You Need Is Now
- 2015 – Paper Gods
- 2021 – Future Past
- 2023 – Danse Macabre

Singlar
- 1981: Planet Earth (UK #12), Careless Memories (UK #37), Girls on Film (UK #5), My Own Way (UK #14)
- 1982: Hungry Like the Wolf (UK #5, US #3), Save a Prayer (UK #2), Rio (UK #9, US #14)
- 1983: Is There Something I Should Know? (UK #1, US #4), Union of the Snake (UK #3, US #3)
- 1984: New Moon on Monday (UK #9, US #10), The Reflex (UK #1, US #1), The Wild Boys (UK #2, US #2)
- 1985: A View to a Kill (UK #2, US #1)
- 1986: Notorious (UK #7, US #2)
- 1987: Skin Trade (UK #22, US #39), Meet el Presidente (UK #24, US #70)
- 1988: I Don't Want Your Love (UK #14, US #4), All She Wants Is (UK #9, US #24)
- 1989: Do You Believe In Shame? (UK #30, US #72), Burning the Ground (UK #31)
- 1990: Violence of Summer (Love's Taking Over) (UK #20, US #64), Serious (UK #48)
- 1993: Ordinary World (UK #6, US #3), Come Undone (UK #13, US #7), Too Much Information (UK #35, US #45)
- 1995: Perfect Day (UK #28), White Lines (UK #17)
- 1997: Out Of My Mind (UK #21), Electric Barbarella (US #52)
- 1998: Electric Barbarella/Girls On Film (Remix) (UK #23)
- 2000: Someone Else Not Me (UK #53)
- 2004: (Reach Up For The) Sunrise (UK #5, US #89)
- 2005: What Happens Tomorrow (UK #11)
- 2007: Falling Down (UK #52)

Video/DVD-utgåvor
- Duran Duran – videosamling 1983
- Dancing on the Valentine – video EP 1984
- Sing Blue Silver – turnédokumentär 1984, återutgiven 2004
- Arena (An Absurd Notion) – konsertfilm 1984, återutgiven 2004
- The Making of Arena – dokumentär 1984, återutgiven 2004
- Three to get ready – dokumentär 1987
- Working for the Skin Trade – konsertfilm 1988
- 6ix by 3hree – videosamling 1988
- Decade – videosamling 1989, återutgiven 1995
- Greatest – videosamling 1998, återutgiven 2004
- Live from London – konsertfilm 2005
- Classic Albums: Rio – dokumentär 2008
- A Diamond In The Mind: Live 2011 – konsertfilm 2012